# 以太拖曳假说
在19世纪，光波传播的假设介质——光以太理论受到了广泛讨论。以太假说的提出是因为当时的物理学家无法想象光波能在没有物理介质的情况下传播。当实验未能探测到假设中的光以太时，物理学家们提出了一些解释，以维持这一假设中以太的存在。
以太拖曳假说提出，光以太会被运动物质拖曳或被其带动。根据这一假说的一个版本，地球与以太之间不存在相对运动；而另一个版本则认为地球相对于以太是有运动的，光速的测量应当依赖于这一运动的速度（即“以太风”），并且应该能够通过位于地球表面的仪器来测量。在1818年，奥古斯丁·菲涅耳提出，光以太会部分被物质带动。1845年，乔治·斯托克斯提出，光以太会完全被物质带动，尤其是在物质周围。
尽管菲涅耳的几乎静止理论似乎在斐索實驗（1851年）中得到了确认，斯托克斯的理论则在迈克耳孙-莫雷实验（1881年、1887年）中得到了支持。亨德里克·洛伦兹通过他自己的以太理论解决了这一矛盾，并消除了任何形式的以太拖曳。阿尔伯特·爱因斯坦的狭义相对论（1905年）排除了以太作为机械介质的可能性。

## 部分以太拖曳
在1810年，弗朗索瓦·阿拉戈意识到，根据粒子理论预测的物质折射率变化，可以提供一个有效的方法来测量光速。这些预测的依据是，像玻璃这样的物质的折射率依赖于光在空气中和玻璃中的速度比。阿拉戈尝试测量光粒子在望远镜前玻璃棱镜的折射程度。他预期，由于不同星星的速度差异和地球在不同时间的运动，折射角度应当有所变化。然而，与预期相反，他发现星星之间、一天中不同时间之间或季节之间的折射并没有差异。阿拉戈观察到的只是普通的光行差。
1818年，奥古斯丁·菲涅耳使用光的波动理论对阿拉戈的结果进行了分析。他意识到，即便光是以波的形式传播，当玻璃穿过以太时，光波在玻璃-空气界面的折射率应该会发生变化，因为玻璃会以不同的速度与光波碰撞，尤其是在地球旋转和季节变化时。菲涅耳提出，玻璃棱镜将携带一些以太一起运动，以至于“以太在棱镜内是过剩的”。他意识到，波传播的速度取决于介质的密度，因此他提出，光在玻璃中的速度需要通过一定的“拖曳”来调整。没有调整的玻璃中的光速{\displaystyle v_{n}}由下式给出：
{\displaystyle v_{n}={\frac {c}{n}}}
拖曳调整后的{\displaystyle v_{d}}由下式给出：
{\displaystyle v_{d}=v\left(1-{\frac {\rho _{e}}{\rho _{g}}}\right)}
其中，{\displaystyle \rho _{e}}是环境中以太的密度，{\displaystyle \rho _{g}}是玻璃中的以太密度，{\displaystyle v}是棱镜相对于以太的速度。
调整系数{\displaystyle \left(1-{\frac {\rho _{e}}{\rho _{g}}}\right)}可以表示为{\displaystyle \left(1-{\frac {1}{n^{2}}}\right)}，因为折射率 n取决于以太的密度。这被称为菲涅耳拖曳系数。光在玻璃中的速度由下式给出：
{\displaystyle V={\frac {c}{n}}+v\left(1-{\frac {1}{n^{2}}}\right)}
这个修正成功地解释了阿拉戈实验的零结果。它引入了一个基本静止的以太概念，该以太被像玻璃这样的物质拖曳，但不被空气拖曳。它的成功支持了光的波动理论，而非之前的粒子理论。

### 部分以太拖曳问题
菲涅耳的拖曳系数在斐索實驗及其重复实验中得到了直接验证。一般来说，借助这个系数，所有能够检测到一阶效应的光学以太漂移实验（如阿拉戈、费索、霍克、艾里、马斯卡尔特等实验）都能得到解释。几乎静止的以太概念也与光行差一致。然而，这一理论因以下原因被认为已经被推翻：
- 在19世纪人们已经知道，部分以太拖曳要求以太和物质的相对速度对于不同颜色的光是不同的，但显然并非如此。
- 菲涅耳的几乎静止的以太理论预测，当实验足够敏感以检测到二阶效应时，会得到正结果。然而，迈克耳孙-莫雷实验和特鲁顿-诺布尔实验等实验给出了负结果，因此被认为推翻了菲涅耳的以太理论。
- 在1935年，古斯塔夫·威廉·哈马尔（Gustaf Wilhelm Hammar）进行的哈马尔实验中，使用了共路径干涉仪。在干涉仪的一个臂上安装了重铅块，这应该会导致不同的以太拖曳效应并产生正结果。然而，结果仍为负值。[6]

## 完全以太拖曳
对于乔治·斯托克斯（1845年）来说，完全不受或仅部分受运动物质影响的以太模型显得不自然且不可信，因此他假设，光以太会完全被物质带动，特别是在物质周围。在较远的地方，光以太会部分被带动，而在自由空间中则保持静止。海因里希·赫兹（1890年）也在其对麦克斯韦电磁学理论的扩展中引入了完全以太拖曳模型，以使其符合伽利略相对性原理。即，如果假设以太在物质中处于静止状态，那么根据伽利略变换，物质和（被带动的）以太将在另一个参考系中以相同的速度运动。

### 完全以太拖曳的问题

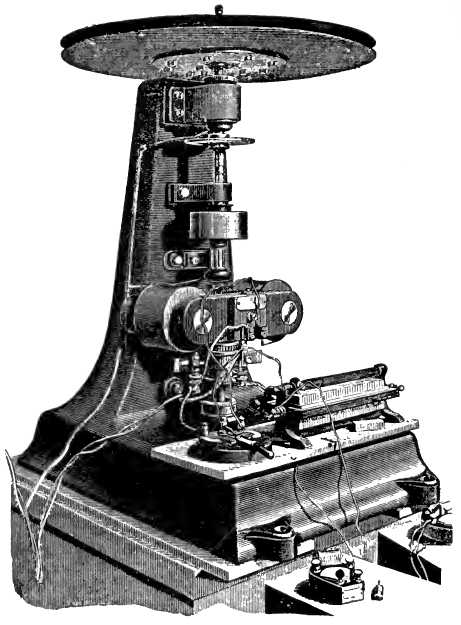
洛奇的以太机。来自敏感共路径干涉仪的光被引导通过快速旋转的圆盘之间。

完全以太拖曳可以解释所有以太漂移实验的负结果（如迈克耳孙-莫雷实验）。然而，以下原因使得这一理论被认为是错误的：
- 斐索實驗（1851年）仅显示了光的部分拖曳。
- 萨尼亚克效应表明，来自同一光源的两束光在旋转平台上以不同方向发射，回到光源所需的时间不同。然而，如果以太完全被平台拖曳，这一效应应该根本不会发生。
- 奥利弗·洛奇在1890年代进行的实验寻求证据，认为光的传播受到大质量旋转物体的影响，但未发现这种影响。[12][13]

完全以太拖曳与恒星光行差现象不一致。在此图示中，假设星星距离无限远。当观察者的速度有一个垂直于从星星射入的光线的分量时，光偏差发生。如左侧动画所示，望远镜必须倾斜，星星才会出现在目镜的中心。右侧动画显示，如果以太在地球附近被拖曳，那么望远镜必须直接指向星星，星星才会出现在目镜的中心。

- 恒星光行差与此不一致。在恒星光行差中，通过望远镜看到的星星位置每六个月大约会摆动20.5角秒。这个摆动量是根据地球在轨道中运动的速度预计的。1871年，喬治·比德爾·艾里证明了即使望远镜充满水，恒星光偏差依然会发生。如果以太拖曳假说成立，那么恒星光偏差就不应发生，因为光在以太中传播，而以太会随着望远镜一起运动。考虑一个桶放在正在进入隧道的火车上，隧道口的一滴水正好掉入桶的中心。该滴水将不会落在桶底的中心。桶相当于望远镜的管子，水滴是光子，火车代表地球。如果以太被拖曳，那么水滴会随着火车一起移动，在掉落时会落在桶底的中心。恒星光行差的大小{\displaystyle \alpha }由如下公式给出：

{\displaystyle \tan(\alpha )={\frac {v\delta t}{c\delta t}}.}
因此：
{\displaystyle \tan(\alpha )={\frac {v}{c}}}
地球绕太阳的速度 v=30 km/s，光速 c=299,792,458 m/s，所以{\displaystyle \alpha }=20.5 角秒每六个月。这一偏差量是观察到的，与完全以太拖曳假说相矛盾。

### 斯托克斯对这些问题的回应
斯托克斯在1845年提出了一些附加假设，以使他的理论与实验结果一致。为了解释光偏差，他假设他的不可压缩的以太也是无旋的，这与他特定的以太拖曳模型相结合，可以给出正确的光行差定律。为了复现菲涅耳的拖曳系数（因此解释斐索實驗），他认为以太会在介质内完全拖曳——即以太在进入介质时被压缩，离开时被稀释，这改变了以太和光的速度，并得到了与菲涅耳相同的表达式。
尽管斯托克斯的光偏差理论一度被认为是可行的，但最终不得不放弃，因为洛伦兹在1886年提出，当以太像斯托克斯理论中的那样不可压缩时，且如果以太与地球具有相同的速度分量，它将没有相同的切向速度分量，因此斯托克斯提出的所有条件无法同时满足。

### 引力以太拖曳
斯托克斯模型的另一版本由西奥多·德·科德雷斯和威廉·维恩（1900年）提出。他们假设以太拖曳与引力质量成正比。即，地球完全拖曳以太，而较小的物体仅部分拖曳以太。为了保留斯托克斯的光偏差解释，马克斯·普朗克（1899年）在给洛伦兹的信中认为，虽然以太可能不是不可压缩的，但在地球附近会因引力而凝聚，这为斯托克斯的理论（“斯托克斯-普朗克理论”）提供了所需的条件。与上述实验相比，这一模型可以解释费索和萨尼亚克实验的正结果，因为这些仪器的质量较小，无法完全（或根本无法）拖曳以太；同样也解释了洛奇实验的负结果。它与哈马尔和迈克耳孙-莫雷实验也兼容，因为以太被地球的大质量完全拖曳。
然而，这一理论被迈克耳孙-盖尔-皮尔森实验（1925年）直接推翻。该实验与常规的萨尼亚克实验的一个重要区别在于，它测量了地球自身的旋转。如果以太完全被地球的引力场拖曳，那么应该预期得到负结果，但实验结果是正的。
从理论方面看，亨德里克·洛伦兹指出，斯托克斯-普朗克假设要求光速在以太密度增加50,000倍时不受影响。因此，洛伦兹和普朗克本人都拒绝了这一假设，认为它不太可能成立。

## 洛伦兹和爱因斯坦
由于洛伦兹被迫放弃斯托克斯的假设，他选择以菲涅耳的模型为起点。尽管在1892年洛伦兹能够复现菲涅耳的拖曳系数，但在洛伦兹的理论中，这代表了光波传播的修正，而不是以太带动的结果。因此，洛伦兹的以太是完全静止的或不动的。然而，这导致了与菲涅耳模型相同的问题：它与迈克耳孙-莫雷实验相矛盾。因此，喬治·費茲傑羅（1889年）和洛伦兹（1892年）引入了长度收缩，即所有物体在运动方向上按因子{\displaystyle {\sqrt {1-v^{2}/c^{2}}}}收缩。此外，在洛伦兹的理论中，伽利略变换被洛伦兹变换所替代。
然而，为拯救静止以太概念而积累的假设被认为非常人为。因此，阿尔伯特·爱因斯坦(1905) 认识到，只需要假设相对论原理和所有惯性参考系中的光速不变，就能发展狭义相对论并推导出完整的洛伦兹变换。这一切都是在没有使用静止以太概念的情况下完成的。 
正如马克斯·冯·劳厄(1907) 所指出的，狭义相对论根据速度加法定理预测了斐索实验的结果，而不需要以太。如果{\displaystyle V}是相对于斐索仪器的光速， {\displaystyle U}是光相对于水的速度， {\displaystyle v}是水的速度：
正如马克斯·冯·劳厄（1907年）所示，特殊相对论通过速度加成式，预测了斐索实验的结果，而不需要任何以太。如果 {\displaystyle V}是光相对于费索仪器的速度，{\displaystyle U}是光相对于水的速度，{\displaystyle v}是水的速度，则：
{\displaystyle U={\frac {c}{n}}}
{\displaystyle V={\frac {c/n+v}{1+v/nc}}}
当v/c很小，使用二项式展开得到：
{\displaystyle V\approx {\frac {c}{n}}+v\left(1-{\frac {1}{n^{2}}}\right)}
这与菲涅耳方程完全一致。

## 阿莱以太假说
莫里斯·阿莱在1959年提出了一种涉及约8 km/s风速的以太假说，这个风速远低于19世纪科学家支持的30 km/s标准值，并与迈克耳孙-莫雷实验、争议中的戴顿·米勒实验以及他自己的实验兼容。争议性的阿萊效應未被广义相对论预测，他的实验结果也遭到质疑。

## 总结
在现代物理学中（基于相对论和量子力学的理论），作为“物质实质”和具有“运动状态”的以太不再发挥作用。因此，关于可能存在“以太拖曳”的问题不再被科学界视为有意义。然而，廣義相對論预测的参考系拖拽效应存在，即旋转的质量扭曲时空度量，导致附近粒子轨道的進動。但这一效应远弱于本文讨论的任何“以太拖曳”效应。